# Trichobatrachus robustus
La rana peluda (Trichobatrachus robustus) es una especie de anuro de la familia Arthroleptidae. Es una especie monotípica dentro del género Trichobatrachus.
Se encuentra en Camerún, República Democrática del Congo, Guinea Ecuatorial, Gabón, sudeste de Nigeria, norte de Angola, África y posiblemente también en la República del Congo.
Su hábitat son los bosques húmedos tropicales o subtropicales, las riberas, las tierras de labor, las plantaciones y los bosques severamente degradados. Está amenazada por la pérdida de hábitat.

## Morfología y reproducción
Los machos son de mayor tamaño que las hembras, llegando a alcanzar los 11 cm, poseen una forma aplanada con cabeza ancha y hocico plano. Suelen vivir en tierra, regresando al agua solamente para la reproducción. 
Los machos poseen un saco vocal pareado y desarrollan una especie de filamentos en los costados y en las patas traseras durante la época de cría, de donde deriva su nombre.
Deposita los huevos en rocas dentro de corrientes de agua. Los renacuajos poseen hileras de dientes afilados y son carnívoros.
Conocida comúnmente como rana peluda porque los machos en periodo de apareamiento desarrollan unos filamentos de piel, parecidos en la forma a pelos, que usan para complementar su aporte de oxígeno.
El nombre científico de este particular animal es Trichobatrachus robustus. Significa "rana peluda robusta". Efectivamente, se trata de una rana de unos 11 cm de largo que tiene una complexión corpulenta y unas proyecciones en la piel que a simple vista parecen pelos. Sin embargo, estas proyecciones dérmicas, que se encuentran en los laterales de los machos en edad reproductiva, no son pelos.
Son extensiones de la piel altamente vascularizadas (llenas de arterias). Sirven para aumentar la superficie dérmica en contacto con el exterior. En realidad, es una estructura que aumenta la superficie respiratoria. Eso se comprende fácilmente si recordamos que los anfibios, pese a tener pulmones, realizan una importante parte de la respiración a través de la piel, captando el oxígeno disuelto en el aire o en el agua. Fisiológicamente, realizan la misma función que las branquias externas de los renacuajos, los alevines de las ranas. Esto resulta esencial para una rana con pulmones pequeños y un cuerpo tan robusto como el Trichobatrachus robustus.